# Козлово (деревня, Спировский район)
Ко́злово, иногда Русское Козлово — деревня в Спировском районе Тверской области России, в составе Пеньковского сельского поселения.
Расположена в 7 км к северу от районного центра Спирово.

## История
В XIII—XVI веках окрестные земли входили в состав Бежецкой пятины Новгородской земли и были заселены славянами.
По данным на 1859 год в удельной деревне Козлово Вышневолоцкого уезда Тверской губернии насчитывалось 11 дворов и имелась своя часовня.

## Население
| 1859 | 2002 | 2010 |
| ---- | ---- | ---- |
| 97   | ↘74  | ↘22  |

Согласно переписи 2002 года, русские составляют 74% населения деревни.

## Люди, связанные с деревней
В деревне родился Анатолий Иванович Синьков (1916—1986) — Герой Советского Союза (1945).